# Rion Brown
Rion Brown (Hinesville, 3 settembre 1991) è un cestista statunitense, professionista in Europa.
È il figlio di Tico Brown.

## Palmarès
- Campionato finlandese: 1

Joensuun Kataja: 2016-17
- Campionato sloveno: 1

Cedevita Olimpija: 2020-21
- Supercoppa slovena: 1

Cedevita Olimpija: 2020